# Gare d'Aoto
La gare d'Aoto (青砥駅, Aoto-eki) est une gare ferroviaire située dans l'arrondissement de Katsushika à Tokyo au Japon. Cette gare est exploitée par la compagnie Keisei.

## Situation ferroviaire
La gare d'Aoto est située au point kilométrique (PK) 11,5 de la ligne principale Keisei. Elle marque la fin de la ligne Keisei Oshiage.

## Histoire
La gare a été inaugurée le 1er novembre 1928.

## Service des voyageurs

### Accueil
La gare dispose d'un bâtiment voyageurs, avec guichets, ouvert tous les jours.

### Desserte
- Ligne Keisei Oshiage :
  - voie 1 : direction Oshiage (interconnexion avec la ligne Asakusa pour Sengakuji et l'aéroport de Haneda)
- Ligne principale Keisei :
  - voie 2 : direction Keisei Ueno
  - voies 3 et 4 : direction Keisei Takasago et l'aéroport de Narita